# Боркхайде
Боркхайде (нем. Borkheide) — община в Германии, в земле Бранденбург.
Входит в состав района Потсдам-Миттельмарк. Подчиняется управлению Брюк. Население составляет 1857 человек (на 31 декабря 2010 года). Занимает площадь 6,73 км².
| Год  | Население |
| ---- | --------- |
| 2005 | 1883      |
| 2010 | 1878      |